# Pseudocletodes vararensis
Pseudocletodes vararensis is een eenoogkreeftjessoort uit de familie van de Normanellidae. De wetenschappelijke naam van de soort is voor het eerst geldig gepubliceerd in 1893 door Scott T. & Scott, A..